# Bandera del Óblast Autónomo Hebreo
La Bandera del Óblast Autónomo Hebreo es uno de los símbolos del Óblast Autónomo Hebreo, una subdivisión de la Federación Rusa. Fue aprobada el 1 de octubre de 1996.

## Descripción
La bandera de la Óblast Autónoma consiste en un arcoíris sobre fondo blanco, con siete franjas horizontales estrechas de colores: rojo, naranja, amarillo, verde, azul cielo, azul y morado. Los colores difieren ligeramente de los colores espectrales básicos: dorado en lugar de amarillo, azul intenso en lugar de azul claro, e índigo en lugar de azul oscuro.  La combinación de colores simboliza la Menorá judía de siete brazos . La relación de aspecto de la bandera es de 2:3.
Las siete franjas de colores están centradas verticalmente y espaciadas regularmente; tienen una altura cada una igual a 1 ⁄ 40 de la altura de la bandera, y están separadas por un espacio delgado (bordes blancos) igual a 1 ⁄ 120 de la altura de la bandera. 
El diseño de la bandera del arco iris fue adoptado el 27 de octubre de 1996. 

## Simbolismo
- El color blanco de la tela significa pureza.
- El arcoíris es un símbolo bíblico de paz, felicidad y del bien, que es considerado la señal de la alianza de Dios con Noé y todos los seres vivientes después del diluvio. Este texto está en Génesis 9:13 al 17 que dice: "En efecto doy mi arco iris en las nubes, y servirá como señal del pacto entre mí y la tierra";
- El número de colores del arcoíris (siete) es igual al número de velas de la Menorá, que es uno de los símbolos del judaísmo. La Menorá representa la creación del mundo en siete días.
- Además, el arcoíris podría simbolizar las Siete Leyes Noájidas.

## La controversia de la bandera arcoíris
En 2013, la bandera fue revisada, de acuerdo con la ley rusa contra la propaganda gay, por su parecido con la bandera arcoíris LGBT. La bandera JAO se confirmó como segura gracias a su fondo blanco, bordes blancos entre las franjas de colores y el séptimo color (azul claro).  En 2022, el gobernador del Óblast Autónomo Judío, Rostislav Goldstein, declaró que la bandera representa un símbolo bíblico y no tiene nada en común con la bandera LGBT, y recomendó no confundirla con esta. 